# Stańczyk

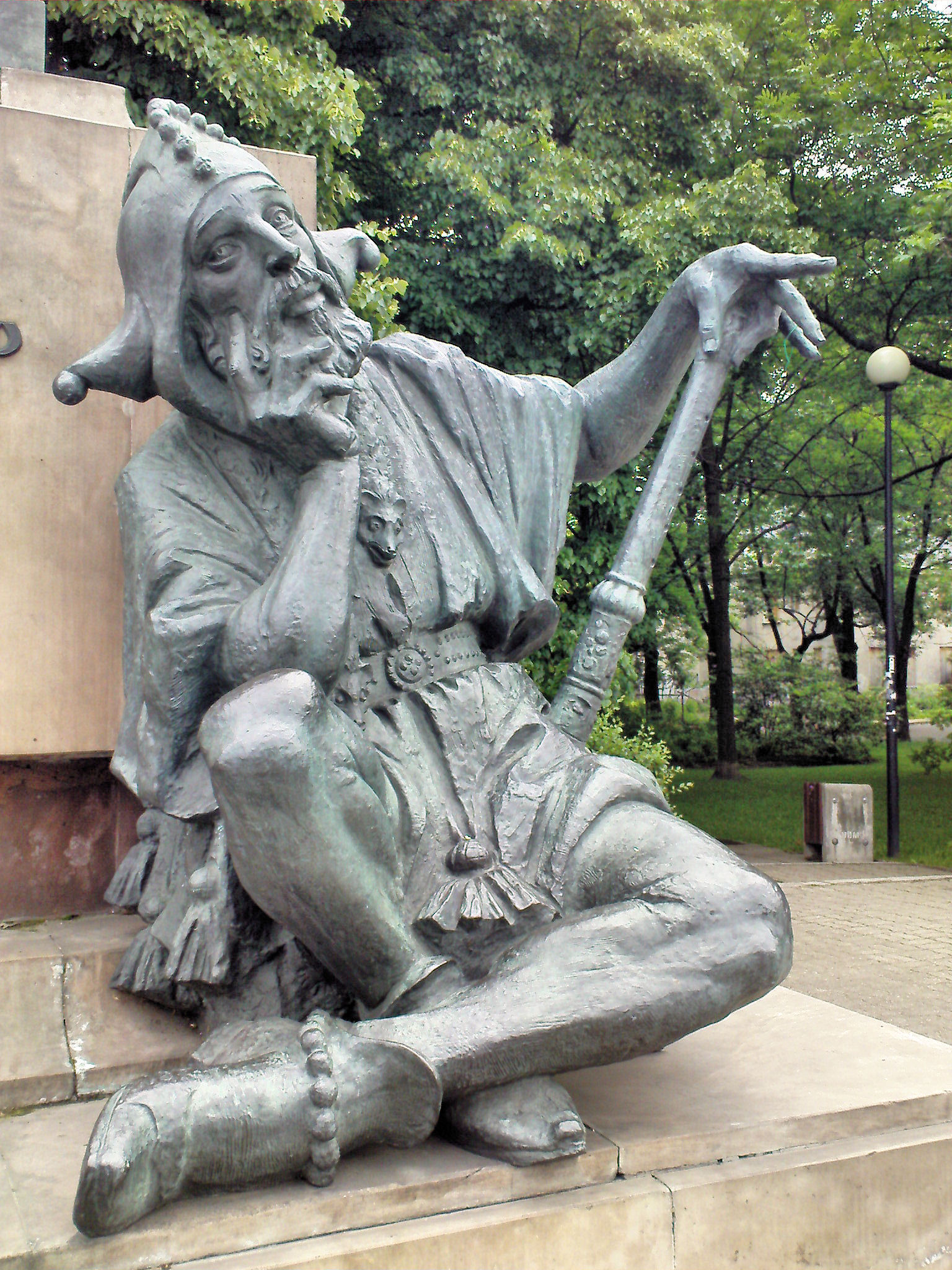
Detail pomníku ve Varšavě

Stańczyk (okolo 1480–1560) byl šašek u dvora polských králů  Jana I. Olbrachta (1492–1501), Alexandra I. Jagellonskeho (1501–1506), Zikmunda I. Starého (1506–1548) a Zikmunda II. Augusta (1548–1572).
O jeho životopisu se dochovalo jen málo spolehlivých informací. Narodil se ve vesnici poblíž Proszowic nedaleko Krakova. Své výsadní postavení na královském dvoře získal pro svůj smysl pro humor a inteligenci. Díky klaunské svobodě kritizoval nemilosrdně nedbalou politiku vládnoucích vrstev Polska.
Polští spisovatelé doby renesance: Łukasz Górnicki, Jan Kochanowski, Marcin Kromer, Mikołaj Rej a jiní často citovali jeho otevřené prohlášení (nebo mu přičítali své vlastní myšlenky).
V 60. letech 19. století v západní části Haliče bylo po něm pojmenováno politické uskupení, které se snažilo o větší svobodu pro polské obyvatelstvo v rakouské části Polska.
Slavný obraz polského malíře Jána Matejka líčí okamžik, kdy během plesu v královském paláci královny Bony Sforzy si Stańczyk zoufá nad porážkou polsko-litevské armády a ztrátou Smolenska v roce 1514.
Také v divadelní hře "Wesele" ("Veselka") Stanisława Wyspiańského (1901) se objeví mezi veselými svatebními hosty zasmušilý Stańczyk s klaunskou třtinou – caduceusem v ruce, aby odsoudil pasivitu zotročeného polského národa. Stańczyk je v polské tradici symbolem obyčejného člověka, chytřejšího nad krále, kterým věrně sloužil a nebál se jim říct pravdu.